# Kornati-szigetek
A Kornati-szigeteket (más nevén a Kornati-szigetcsoportot) közel 150 fehér, kopár, sziklás sziget alkotja.  Közigazgatásilag Horvátországhoz tartoznak és az Adriai-tengerben találhatóak Dugi Otoktól délkeletre, Pašmantól délre. A Kornati-szigetcsoport jelentős része védettség alatt áll, ezeken a részeken fekszik Kornati Nemzeti Park.
A Kornati-szigetcsoport, a horvát Adriai-tenger és a Földközi-tenger legtagoltabb szigetcsoportját alkotja. Az elbűvölő szépsége miatt az áttetsző tisztasága, megőrzött gazdag tengeri világa miatt, már 1980-ban a Kornati-szigetek nagyobb részét nemzeti parkká nyilvánították.

## Nagyobb szigetek
|     | Név           | Terület (km²) | Tszf. magasság (m) | Koordináták                                                  |
| --- | ------------- | ------------- | ------------------ | ------------------------------------------------------------ |
| 1.  | Kornat        | 32,464        | 237                | é. sz. 43° 48′ 00″, k. h. 15° 20′ 00″43.800000°N 15.333333°E |
| 2.  | Žut           | 14,82         | 155                | é. sz. 43° 51′ 35″, k. h. 15° 18′ 35″43.859722°N 15.309722°E |
| 3.  | Piškera       | 2,668         | 126                | é. sz. 43° 46′ 00″, k. h. 15° 20′ 20″43.766667°N 15.338889°E |
| 4.  | Levrnaka      | 1,834         | 117                | é. sz. 43° 49′ 26″, k. h. 15° 14′ 45″43.823889°N 15.245833°E |
| 5.  | Sit           | 1,77          | 84                 | é. sz. 43° 55′ 45″, k. h. 15° 17′ 45″43.929167°N 15.295833°E |
| 6.  | Lavsa         | 1,756         | 111                | é. sz. 43° 45′ 00″, k. h. 15° 22′ 15″43.750000°N 15.370833°E |
| 7.  | Kurba Vela    | 1,737         | 117                | é. sz. 43° 41′ 55″, k. h. 15° 29′ 40″43.698611°N 15.494444°E |
| 8.  | Katina        | 1,17          | 116                | é. sz. 43° 52′ 55″, k. h. 15° 13′ 10″43.881944°N 15.219444°E |
| 9.  | Smokvica Vela | 1,054         | 94                 | é. sz. 43° 43′ 40″, k. h. 15° 28′ 40″43.727778°N 15.477778°E |
| 10. | Škulj         | 0,881         | 145                | é. sz. 43° 43′ 20″, k. h. 15° 27′ 20″43.722222°N 15.455556°E |
| 11. | Šilo Velo     | 0,677         | 63                 | é. sz. 43° 51′ 10″, k. h. 15° 13′ 45″43.852778°N 15.229167°E |
| 12. | Lunga         | 0,618         | 81                 | é. sz. 43° 43′ 45″, k. h. 15° 25′ 15″43.729167°N 15.420833°E |